# Парламентарни избори у Немачкој (мај 1924)
Парламентарни избори у Немачкој одржани су 7. маја 1924. Социјалдемократска партија је остала најјача политичка партија и након ових избора, освојивши 100 мандата. Излазност је била 77,4%.

## Резултати
Приказане су само партије које су освојиле мјеста у парламенту.
| Партија                                                                                                  | Гласови    | %     | Мандати | +/–  |
| --- | ---------- | ----- | ------- | ---- |
| Уједињена социјалдемократска партија                                                                     | 6.008.905  | 20,52 | 100     | –2   |
| Немачка национална народна партија                                                                       | 5.696.475  | 19,45 | 95      | +24  |
| Партија центра                                                                                           | 3.914.379  | 13,37 | 65      | +1   |
| Комунистичка листа                                                                                       | 3.693.280  | 12,61 | 62      | +58  |
| Немачка народна партија                                                                                  | 2.694.381  | 9,20  | 45      | –20  |
| Уједињене листе Немачке народњачке слободарске партије и Насионалсоцијалистичке немачке радничке партије | 1.918.329  | 6,55  | 32      | нова |
| Немачка демократска партија                                                                              | 1.655.129  | 5,65  | 28      | -11  |
| Баварска народна партија                                                                                 | 946.648    | 3,23  | 16      | -4   |
| Баварска сељачка лига                                                                                    | 693.606    | 2,37  | 10      | +6   |
| Пољопривредна лига                                                                                       | 574.939    | 1,96  | 10      | нова |
| Немачка социјална партија                                                                                | 333.427    | 1,14  | 4       | +4   |
| Економска група Немачко-хановерске партије                                                               | 319.792    | 1,09  | 5       | 0    |
| Регистровани гласачи/излазност                                                                           | 38.374.983 | 77,42 | –       | –    |
| Извор: Nohlen & Stöver, Gonschior.de                                                                     |            |       |         |      |